# NGC 2769
NGC 2769 é uma galáxia espiral (Sa) localizada na direcção da constelação de Ursa Major. Possui uma declinação de +50° 26' 01" e uma ascensão recta de 9 horas, 10 minutos e 32,3 segundos.
A galáxia NGC 2769 foi descoberta em 8 de Março de 1831 por John Herschel.